# Clio Make Up
Clio Make Up è stato un programma televisivo italiano di genere docu-reality, in onda su Real Time per due edizioni nel 2012, condotto da Clio Zammatteo, truccatrice divenuta celebre grazie al proprio canale YouTube e un blog.
In ogni puntata della trasmissione la conduttrice mostra a due donne come applicare il trucco in maniera professionale, cancellando le piccole imperfezioni e creando il look perfetto per un'occasione speciale. Inoltre, vengono dati consigli su creme di bellezza da realizzare in casa.
Dopo il successo della prima edizione, il programma è stato confermato per una seconda stagione, anch'essa terminata con uno share soddisfacente.

## Il programma

### Svolgimento della puntata
La puntata è divisa in due parti principali:
- Nella prima parte Clio trucca la prima ospite, alla quale mostra come coprire inestetismi e migliorare il proprio aspetto
- Nella seconda parte un'altra ospite si trucca da sola, guidata da Clio che la aiuta a creare un trucco particolare per un'occasione speciale.
- Un piccolo inserto in mezzo è dedicato alla preparazione di un cosmetico fatto in casa.

### Evoluzione del programma
L'unica differenza tra la prima e la seconda edizione del programma è il luogo della registrazione: la seconda serie è stata girata a New York, dove Clio aiutava ragazze che vi si trovavano anche loro per motivi di lavoro o di studio.

## Edizioni
| Edizione | Inizio          | Fine             | Rete televisiva | Puntate | Conduzione     |
| -------- | --------------- | ---------------- | --------------- | ------- | -------------- |
| 1        | 6 febbraio 2012 | 30 marzo 2012    | Real Time       | 40      | Clio Zammatteo |
| 2        | 15 ottobre 2012 | 23 novembre 2012 | Real Time       | 30      | Clio Zammatteo |

## Spin-off
- Make-Up Time con Clio (2013)
- Clio missione mamme (2018)

## Ascolti
La prima puntata del programma è stata seguita da 429.000 ascoltatori ed ha registrato uno share del 2,3%.